# Роберт Вільям Поль
Роберт Вільям Поль (англ. Robert W. Paul), 1869—1943 —  англійський кінорежисер, продюсер, механік та оптик.

## Біографія
У березні 1895 року Вільям Пол майже одночасно з братами Люм'єр, створив знімальну кінокамеру, а в березні 1896 року отримав патент на проекційний апарат під назвою «Біоскоп» (згодом перейменований в «аніматограф»). Покупцям своїх апаратів Поль пропонував великий вибір фільмів знятих на натурі — «Хвилі на морі», «рисистих випробувань Дербі», «Гра в м'яч».
Успіх ігрових сюжетів у програмах братів Люм'єр та Едісона пробудив Вільяма Поля зайнятися виробництвом аналогічних фільмів. 1897 року в його каталозі з'явився перший ігровий 20-метровий фільм «Залицяння солдата». За ним пішла ціла серія комічних сцен: «Нова служниця», «Дитячий чай», «Розклейщик афіш». Сюжети їх були примітивні: нова служниця через свою неповороткості б'є посуд; розклейщик афіш клеїть їх догори ногами; дітлахи вихлюпують чай один на одного.
1898 року В. Поль побудував в Лондоні першу в країні кіностудію. Це був засклений павільйон розміром 7x5 метрів. Передня стінка відчинялися, як ворота, і знімальна камера висувалася по рейках назовні. Перші фільми знімалися при природному освітленні. Декорації малювалися на полотні. Дещо пізніше Поль придумав і сконструював ряд пристосувань, що дозволяли йому виконувати найпростіші трюкові зйомки.

## Фільмографія
- Дербі (1895)
- Розбурхане море, що викликало повінь в Дуврі (1895)
- Грабіжники (1896)
- Кінський ярмарок у Барнеті (1896)
- Пограбування (1897)
- Скрудж, або, Дух Марлі (1901)
- Загадковий автомобіліст' '(1906)